# Henry Dreyfuss
Henry Dreyfuss, född 2 mars 1904 i Brooklyn, död 5 oktober 1972 i South Pasadena, var en amerikansk industridesigner.

## Biografi

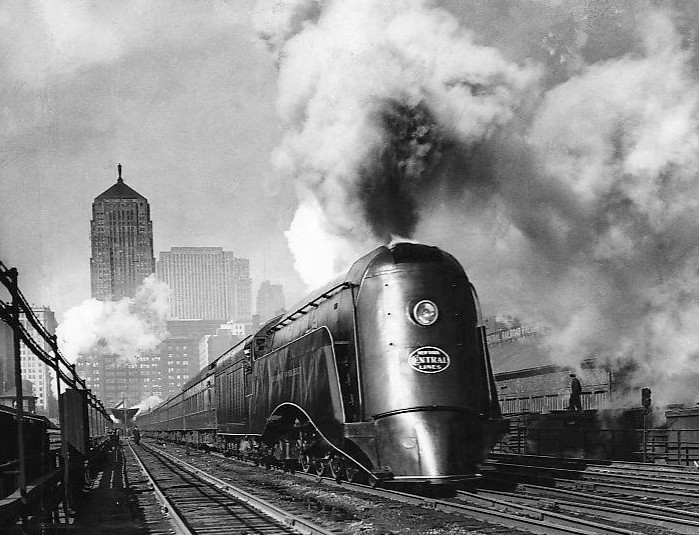
Lokomotivet #5344 Commodore Vanderbilt med Art déco-strömlinjer, designad av Henry Dreyfuss.

Dreyfuss började som scenograf på Broadway 1921. År 1929 öppnade han ett eget designkontor och kom att tillhöra pionjärerna inom amerikansk industridesign. Han designade bland annat telefonen Modell 300 för Bell 1930, en termos i strömlinjeform 1936, dammsugare och strykjärn för Hoover samt lok- och tåginredningar under 1930- och 1940-talen. Dreyfuss betonade saklighet, funktion och ergonomi i sin design. Han skrev även böcker i ämnet, bland annat Designing for People som kom ut 1955.

### Fotnoter
1. 1 2  Encyclopædia Britannica, Encyclopædia Britannica Online-ID: biography/Henry-Dreyfusstopic/Britannica-Online, läst: 9 oktober 2017.[källa från Wikidata]
2. 1 2  SNAC, SNAC Ark-ID: w6nz8zj5, läs online, läst: 9 oktober 2017.[källa från Wikidata]
3. 1 2  Dreyfuss, Henry, Grove Art Online, 12 januari 2018, 10.1093/GAO/9781884446054.ARTICLE.T2071818.[källa från Wikidata]
4. ↑  Designophy, läs online.[källa från Wikidata]
5. ↑  October 21: Designer of the Trimline Phone (på engelska), Jewish Currents, 20 oktober 2014, läs online.[källa från Wikidata]
6. ↑  Artists + Artworks, SFMOMA konstnärs-ID: Henry_Dreyfuss, läs online, läst: 3 september 2021.[källa från Wikidata]
7. ↑  abART, abART person-ID: 121256, läst: 1 april 2021.[källa från Wikidata]